# Filomena Cautela
Filomena Cautela (née le 16 décembre 1984) est une actrice et une animatrice de télévision portugaise. Elle commence sa carrière d'actrice au théâtre dans les années 2000. En 2004, elle fait ses débuts aux cinéma et en 2005, elle est recrutée sur la déclinaison portugaise de la chaîne MTV.

## Biographie
Filomena Cautela mène sa carrière au théâtre et au cinéma en parallèle de ses activités à la télévision. Elle présente notamment le late-night talk-show 5 Para A Meia noite sur RTP 1 depuis 2015. Parmi ses autres activités, elle est la présentatrice en green-room du Festival da Canção en 2017, présélection portugaise pour le Concours Eurovision ainsi que le porte-parole des votes du pays pour la 62e édition du Concours européen se déroulant à Kiev.
Le 8 janvier 2018, elle est annoncée pour présenter le Concours Eurovision de la chanson 2018 aux côtés de Sílvia Alberto, Daniela Ruah et Catarina Furtado. Elle apparaît principalement dans la green-room où elle interview les candidats et participe aux entractes.
Après l'Eurovision 2018, elle continue de présenter la finale du Festival da Canção chaque année. Elle apparait également en entracte des demi-finales de l'Eurovision 2023, en compagnie de Måns Zelmerlöw.